# Hrabstwo Wheeler (Nebraska)

Piramida wieku hrabstwa

Hrabstwo Wheeler (ang. Wheeler County) – hrabstwo w stanie Nebraska w Stanach Zjednoczonych. W roku 2010 liczba mieszkańców wyniosła 886. Stolicą i największym miastem jest Bartlett.

## Geografia
Całkowita powierzchnia wynosi 1490 km² z czego woda stanowi 0,07%.

### Wioski
- Bartlett
- Ericson